# 高須俊次
高須 俊次（たかす しゅんじ、1875年（明治8年）10月1日 - 1932年（昭和7年）7月22日）は、大日本帝国陸軍軍人。最終階級は陸軍少将。

## 経歴・人物
東京府出身。1896年（明治29年）陸軍士官学校第7期卒業。
1918年（大正7年）3月に神戸連隊区司令官、同年7月に陸軍歩兵大佐、1922年（大正11年）11月に陸軍少将・サガレン州派遣軍軍政部長、1925年（大正14年）5月に陸軍兵器本廠附を経て、1926年（大正15年）3月2日に待命、同月22日に予備役に編入した。